# Dampetrus
Dampetrus is een geslacht van hooiwagens uit de familie Assamiidae.
De wetenschappelijke naam Dampetrus is voor het eerst geldig gepubliceerd door Karsch in 1880. 

## Soorten
Dampetrus omvat de volgende 7 soorten:
- Dampetrus australis
- Dampetrus cristatus
- Dampetrus geniculatus
- Dampetrus gracilis
- Dampetrus granulatus
- Dampetrus isolatus
- Dampetrus soerenseni